# Nakagawa (metropolitana di Yokohama)

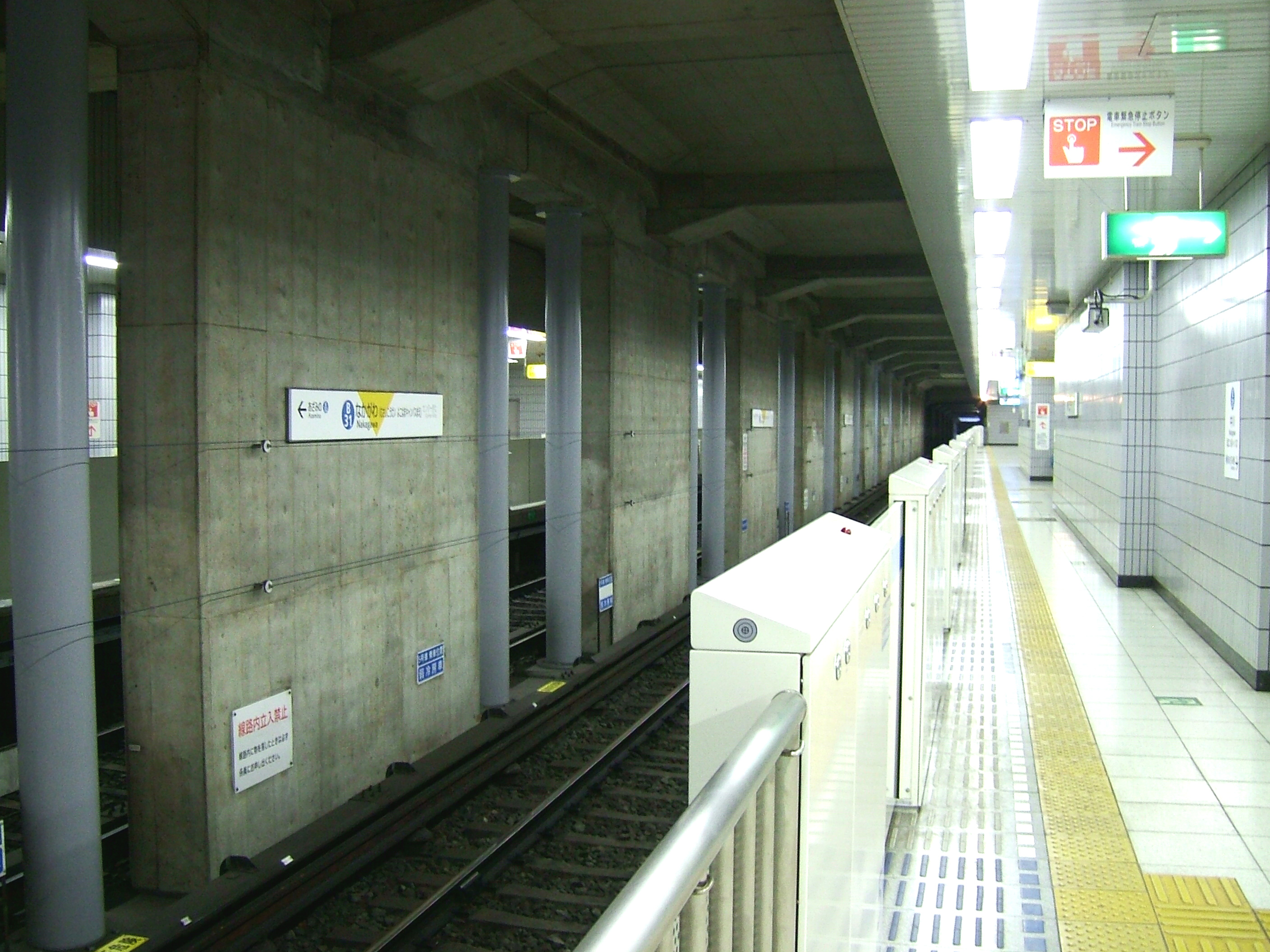
Vista delle banchine sotterranee

Nakagawa (中川駅?, Nakagawa-eki) è una stazione della metropolitana di Yokohama che si trova nel quartiere di Tsuzuki-ku a Yokohama. Il sottotitolo del nome è Tōkyō Toshi-dai Yokohama Campus mae ( 東京都市大横浜キャンパス前?, Tōkyō Toshi-dai Yokohama kyanpasu-mae) per la presenza dello stesso campus universitario.

## Linee
Metropolitana di Yokohama
 Linea blu (linea 4)

## Struttura
La stazione è realizzata sotto il livello del terreno, con i principali servizi e i tornelli d'accesso in un fabbricato situato in superficie.
| 1 | Linea blu |  | per Yokohama e Shōnandai |
| 2 | Linea blu |  | per Azamino              |

## Stazioni adiacenti
| «         | Servizio      | »           |
| Linea Blu | Linea Blu     | Linea Blu   |
| --------- | ------------- | ----------- |
| Azamino   | Locale Rapido | Center-Kita |